# Kostel Nejsvětější Trojice (Český Brod)
Kostel Nejsvětější Trojice v Českém Brodě v Jiráskových sadech byl postaven roku 1560 jako hřbitovní kostel v renesančním slohu. Má jednolodní půdorys s trojbokým presbytářem, je orientovaný, ale s výraznou odchylkou k severu. Na jihozápadním průčelí, vlevo od vchodu, je zbudována renesanční kamenná kazatelna, která má boky vyzdobené reliéfy a z vrchu je zakrytá stříškou, jíž podpírají čtyři sloupy. Autorem kazatelny je Wolf Schulthess z Plavna, jenž ji vytvořil roku 1585. U kostela navíc stojí nízká čtyřboká zvonice s dřevěným patrem.
Hřbitov okolo kostela zanikl po roce 1898, kdy vznikl nový městský hřbitov, a roku 1928 byla dokončena úprava okolí na park.
Kostel se zvonicí je chráněn jako nemovitá kulturní památka České republiky. Patří místnímu sboru Českobratrské církve evangelické, který v něm slouží své bohoslužby. Z původního interiéru se nic nezachovalo, vybavení je soudobé. Varhany a zvon pocházející z poloviny 19. století byly přeneseny z rušeného kostela ve Kšelích.

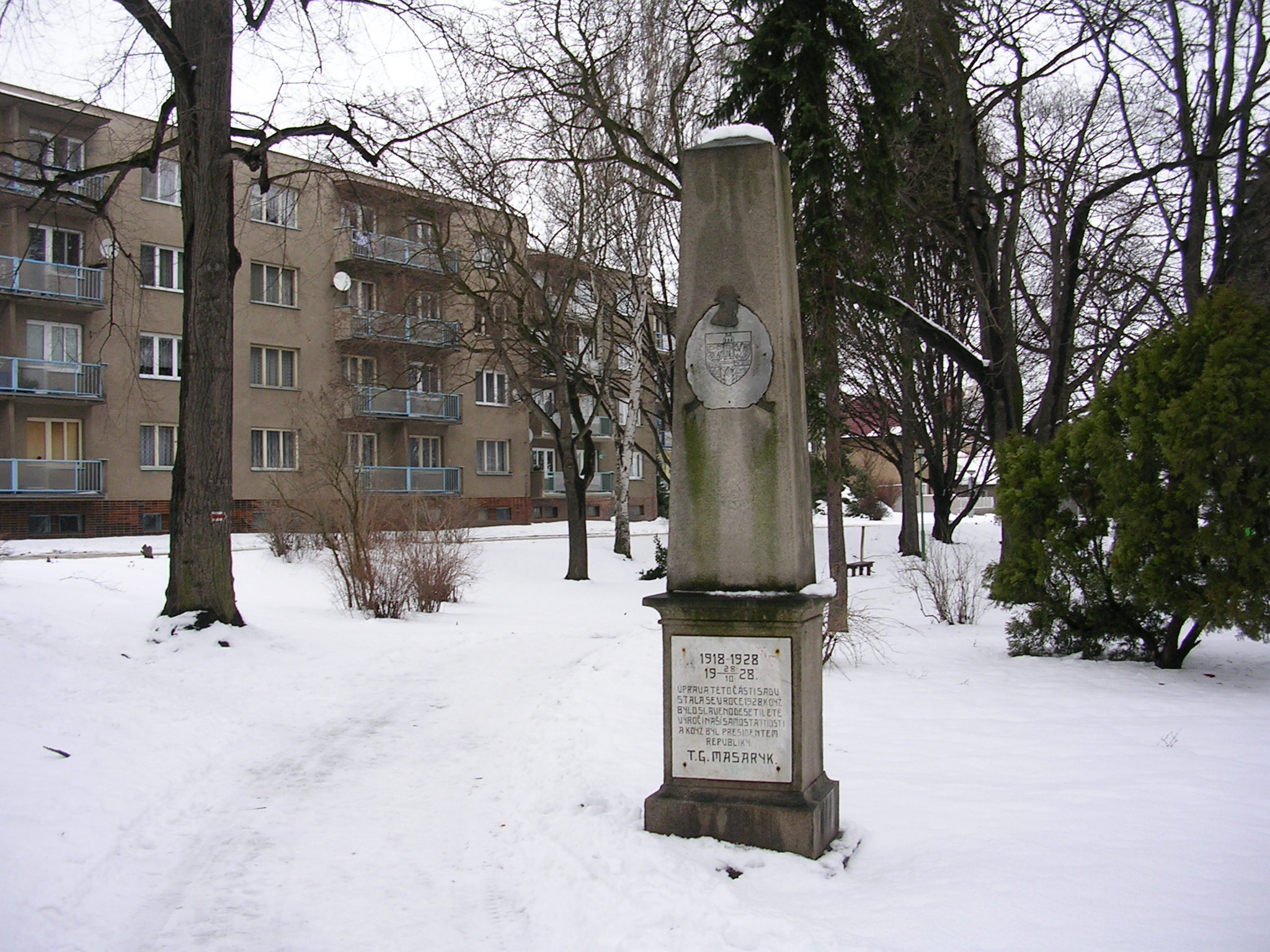
Připomínka úpravy sadů v blízkosti kostela